# تدخين عكسي
التدخين العكسي (بالإنجليزية: Reverse smoking)‏ هو نوع من التدخين حيث يتم وضع النهاية المحروقة لورق التبغ الملفوف باليد في الفم بدلا من نهاية السيجار غير المضاءة. يمارس في بعض أجزاء من ولاية أندرا برديش الهندية والفلبين. يعتبر التدخين العكسي عامل خطر لسرطان الفم.